# 吉田愛梨
吉田 愛梨（よしだ あいり、1990年3月26日 - ）は、ジョイスタッフ所属のフリーアナウンサー。元NHK山形放送局契約→とちぎテレビアナウンサー。

## 来歴・人物
山形県山形市出身。山形県立山形北高等学校音楽科、桐朋学園大学音楽学部音楽学科ピアノ専攻卒業。日本テレビ系列『恋のから騒ぎ』17期生。
2013年4月、NHK山形放送局に契約キャスターとして入局。2014年3月に退局。
同年3月31日、とちぎテレビに移籍。在籍中、2015年9月26日・27日に行われた栃木県ピアノコンクール宇都宮地区予選でソロ部門・奨励賞G級を受賞した。2017年9月にとちぎテレビを退社。
特技は絶対音感、ピアノ初見演奏、料理（特に芋煮）、イモリの飼育。趣味はお酒、スキー、映画鑑賞。
中学・高校教諭一種免許（音楽）、食品衛生管理者、普通自動車運転免許を取得している。

## 出演番組

### 現在
- クラシックカフェ（NHK-FM放送、2022年度より）

### 過去
NHK山形放送局時代
- やまモリ!

とちぎテレビ時代
- ニュースワイド21（2014年3月31日 - 2016年4月1日） - 月曜～水曜サブキャスター
- とちテレニュースSat&Sun - キャスター
- U字工事のShake-Hands![注 1]
- 5じはんLIVE @home - 水曜～金曜MC

- 斉藤一美 ニュースワイドSAKIDORI!（文化放送、2019年4月4日 - 2022年3月21日） - 「世の中 SAKIDORI!」木曜日→月曜日

フリー
- みらいウォッチ2021(テレビ埼玉、ナビゲーター)
- ボートレースウィークリー(アシスタント JLC YouTube)

### 注
1. ↑  番組内では「あいべぇ」と呼ばれていた。